# Ricky Karlsson
Pierre Ricky Willhem Karlsson, född 19 februari 1981 i Bäve församling i Uddevalla, är en svensk politiker (KD) och kommunalråd. Karlsson är uppvuxen utanför Hedekas, sedan länge boende i Trollhättan, Sverige.

## Biografi
Ricky Karlsson är utbildad arbetsmiljöingenjör. Under flera år arbetade han inom norsk oljeindustri.

### Politisk biografi
2019–2023 var han lokalavdelningsordförande för KD Trollhättan. 2022 blev Ricky Karlsson vald till andre ersättare i riksdagen för Västra Götalands län Norra.
Ricky Karlsson är sedan 2023 kommunalråd i den styrande minoriteten bestående av M, KD och C i Trollhättan. Detta är första gången i Trollhättans moderna historia utan ett rött styre.